# Saint Seiya Omega
Saint Seiya Omega (聖闘士星矢Ω) (ou les nouveaux chevaliers du zodiaque) est une série télévisée d'animation japonaise, créée d'après le manga Saint Seiya de Masami Kurumada par les studios Tōei animation, diffusée du 1er avril 2012 au 30 mars 2014 sur TV Asahi regroupée en deux saisons par arc narratif. L'apparence des personnages de cette nouvelle série s'écarte de celui de la série originale.
Une adaptation en manga intitulé Saint Seiya Ω: New Cloth Tanjō-hen (聖闘士星矢Ω－新生聖衣誕生編, Seinto Seiya Omega: Nyū Kurosu Tanjō-hen), regroupant les deux premières saisons, a débuté le 26 mars 2013 dans le magazine Kerokero Ace de l'éditeur Kadokawa Shoten et a cessé de paraître de façon précoce le 26 juillet 2013 à la suite de la disparition du magazine. L'unique volume est sorti le 23 septembre 2013 au Japon.
En France, la série est diffusée depuis le 13 mars 2013 sur Canal J, depuis le 24 janvier 2014 sur D17 et à partir de mars 2014 sur MCM. Kana Home Video a acquis les droits de l'anime pour la sortie en DVD.

## Histoire

### Prologue
L'histoire se déroule 13 ans après le manga original. Seiya, devenu le Chevalier d'Or du Sagittaire, sauve un bébé nommé Kōga, mais est tué par Mars, un nouvel ennemi. Recueilli et élevé par Saori Kido, réincarnation de la déesse Athéna et protectrice de la Terre, Kōga devient quelques années plus tard le nouveau Chevalier de Bronze de Pégase.
Hôte de Saori, il assiste impuissant à son enlèvement par Mars.

### Synopsis
Kōga et ses camarades Sōma, Chevalier de Bronze du Petit Lion, Yuna, Chevalier de Bronze de l'Aigle, Ryūhō, Chevalier de Bronze du Dragon, Haruto, Chevalier de Bronze du Loup et Eden, Chevalier de Bronze d'Orion (qui au départ se battait pour son père, Mars, mais qui les a rejoints après la mort de la fille qu'il aimait) jeunes chevaliers d'Athéna inexpérimentés, rebelles et ne supportant pas l'injustice, ont fait le serment de défendre et protéger Athéna, la déesse qui protège la paix sur Terre ainsi que toutes les créatures qui y vivent.
Leur premier adversaire, Mars, est un dieu maléfique qui souhaite établir un nouvel ordre sur Terre après avoir enlevé Saori. Kōga décide de tout mettre en œuvre pour parvenir à retrouver Saori et en savoir plus sur le destin de Seiya.

## Production

### Développement
Le 7 février 2012, Masami Kurumada a annoncé la préparation d'une nouvelle série Saint Seiya. Puis, c'est la filiale Tōei animation Europe qui annonce officiellement le lancement de la série avec de nouveaux personnages.
Une première saison de 51 épisodes, intitulé arc Mars, Dieu de la Guerre[réf. souhaitée], a été diffusée du 1er avril 2012 au 31 mars 2013 sur TV Asahi.
Le 10 mars 2013, une deuxième saison a été annoncée contenant 46 épisodes , prévue en deux arcs, intitulés arc Nouvelles Armures et arc Éveil à l'Omega (Ω覚醒編, Omega Kakusei-hen), diffusée depuis le 7 avril 2013 sur TV Asahi. Le dernier épisode de la série a été diffusé le 30 mars 2014.

## Épisodes

### Fiche technique de l'anime
- Titre japonais : 聖闘士星矢Ω (Seinto Seiya Omega)
- Titre français : Saint Seiya Omega : Les Nouveaux Chevaliers du Zodiaque
- Création : Masami Kurumada
- Réalisation : Morio Hatano (saison 1), Tatsuya Nagamine (saison 2)
- Scénario : Akatsuki Yamatoya, Reiko Yoshida, Isao Murayama, Makoto Oyama ; Yoshimi Narita (saison 2)
- Photographie : Atsunori Shinagawa
- Montage : Kenta Katase
- Musique : Toshihiko Sahashi
- Character designer : Yoshihiko Umakoshi (saison 1), Kei'ichi Ichikawa (saison 2)
- Color designer : Kunio Tsujita
- Studio d'animation : Tōei animation
- Production : Goh Wakabayashi, Tomoharu Umakoshi
- Sociétés de production : Dentsu Inc., Tōei Animation, TV Asahi
- Durée : 25 minutes (environ)
- Nombre d'épisodes, licence et dates de première diffusion :
  -  Version japonaise : 97 (terminé), licence Tōei animation, diffusée du 1er avril 2012 au 30 mars 2014 sur TV Asahi ;
  -  Version française : 97 (terminé), licence Tōei animation France[19], diffusée depuis le 13 mars 2013[6] sur Canal J[7], depuis le 24 janvier 2014[8] sur D17[9] et à partir de mars 2014[10] sur MCM[11], l'animé a été également  diffusé sur Mangas.

### Doublage
| Personnages                       | Voix japonaises     | Voix françaises,                                         |
| --------------------------------- | ------------------- | -------------------------------------------------------- |
| Kōga                              | Hikaru Midorikawa   | Maxime Baudouin                                          |
| Sōma                              | Katsuyuki Konishi   | Benoît DuPac                                             |
| Yuna                              | Satsuki Yukino      | Maëlys Ricordeau                                         |
| Ryūhō                             | Tetsuya Kakihara    | Olivier Podesta                                          |
| Haruto                            | Tatsuhisa Suzuki    | Luc Arden                                                |
| Eden                              | Jun'ichi Suwabe     | Alexandre Nguyen                                         |
| Seiya / le narrateur              | Tohru Furuya        | Éric Legrand                                             |
| Shaina                            | Mami Koyama         | Victoria Grosbois                                        |
| Athéna / Saori Kido               | Shōko Nakagawa      | Virginie Ledieu                                          |
| Mars                              | Hidekatsu Shibata   | Antoine Nouel                                            |
| Médée                             | Yoshiko Sakakibara  | Annick Cisaruk                                           |
| Aria / Nouvelle Athéna            | Mamiko Noto         | Cécile Vigne                                             |
| Sonia (Frelon)                    | Aya Hisakawa        | Sarah Marot                                              |
| Tokisada (Horloge)                | Sho Hayami          | Olivier Destrez                                          |
| Tokumaru Tatsumi                  | Yukitoshi Hori      | Marc Bretonnière                                         |
| Geki                              | Kiyoyuki Yanada     | Éric Peter                                               |
| Ichi                              | Masaya Onosaka      | Vincent Ribeiro                                          |
| Georges                           | Masaya Takatsuka    | Antoine Nouel                                            |
| le principal adjoint              | Naomi Kusumi        | Vincent Ribeiro Marc Bretonnière (épisode 25)            |
| Raki                              | Ai Maeda            | Joséphine Ropion                                         |
| Kiki                              | Shigeru Nakahara    | Stéphane Ronchewski                                      |
| Harbinger                         | Kazuki Yao          | Bruno Magne                                              |
| Paradox (Gémeaux)                 | Yukana              | Céline Melloul                                           |
| Schiller                          | Taiki Matsuno       | Laurent Morteau                                          |
| Mycène                            | Yutaka Nakano (en)  | Jérôme Keen                                              |
| Fudō                              | Tomokazu Seki       | Alexandre Gillet                                         |
| Genbu                             | Nobuyuki Hiyama     | Vincent Ribeiro                                          |
| Sonia (Scorpion)                  | Aya Hisakawa        | Sarah Marot                                              |
| Ionia (Capricorne) / le principal | Ryūzaburō Ōtomo     | Marc Bretonnière                                         |
| Tokisada (Verseau)                | Sho Hayami          | Olivier Destrez                                          |
| Amor                              | Akira Ishida        | Stanislas Forlani                                        |
| Yohan                             | Kentarō Itō         | Emmanuel Karsen                                          |
| Miguel                            | Yasunori Matsumoto  | Geoffrey Vigier                                          |
| Fly                               | Kōzō Shioya         | Jean-François Kopf                                       |
| Pavlin                            | Ai Orikasa          | Coralie Coscas                                           |
| Sham                              | Hiroshi Okamoto     | Gabriel Bismuth-Bienaimé                                 |
| Almaaz                            | Daisuke Matsubara   | Antoine Nouel                                            |
| Balazo                            | Tsuyoshi Takahashi  | Vincent Ribeiro                                          |
| Michel-Ange                       | Bin Shimada         | Jérôme Keen                                              |
| Dōré                              | Kenichi Ono         | Thierry Buisson                                          |
| Mirfak                            | Eiji Takemoto       | Marc Bretonnière                                         |
| Ennéade                           | Takashi Nagasako    | Thierry Mercier                                          |
| Bartsch                           | Eriko Fujimaki      | Coralie Coscas                                           |
| Bayer                             | Hirofumi Tanaka     | Stéphane Ronchewski                                      |
| Menkar                            | Kōhei Fukuhara      | Marc Bretonnière (1re voix) Luc Boulad (2e voix)         |
| Kazuma                            | Toshio Furukawa     | Antoine Nouel                                            |
| Yoshitomi                         | Tsuyoshi Takishita  | Franck Sportis                                           |
| Ordykia                           | Yasunori Masutani   | Vincent de Bouard                                        |
| Ragno                             | Kunihiro Maeda      | Vincent Ribeiro                                          |
| Radzinsky                         | Nobuo Tobita        | Antoine Nouel                                            |
| Argo                              | Nobutoshi Canna     | Hervé Grull                                              |
| Paradise                          | Ryōsuke Kanemoto    | Jérôme Keen                                              |
| Hooke                             | Yūsuke Numata       | Vincent de Bouard                                        |
| Rudolph                           | Yasuhiko Tokuyama   | Vincent Ribeiro                                          |
| Gray                              | Kouta Nemoto        | Vincent de Bouard                                        |
| Spear                             | Yusei Oda           | Arthur Pestel                                            |
| Güney                             | Hiromu Miyazaki     | Hervé Grull                                              |
| Mirapolos                         | Yūki Tai            | Gabriel Bismuth-Bienaimé                                 |
| Nguyen                            | Yuriko Fuchizaki    | Jennifer Fauveau                                         |
| Zenzo                             | Koutarou Nakamura   | Érik Colin (1re voix) Thierry Mercier (2e voix)          |
| Shun                              | Hiroshi Kamiya      | Pascal Grull                                             |
| Hyōga                             | Mamoru Miyano       | Mathieu Buscatto (1re voix) Franck Sportis (2e voix)     |
| Shiryū                            | Ken Narita          | Stéphane Ronchewski (1re voix) Benjamin Pascal (2e voix) |
| Ikki                              | Tomokazu Sugita     | Julien Kramer                                            |
| Jabu                              | Takeshi Kusao       | Vincent Ribeiro (1re voix) Benjamin Pascal (2e voix)     |
| Shunrei                           | Konami Yoshida      | Coralie Coscas                                           |
| Dohko                             | Kōji Yada           | Antoine Nouel                                            |
| Abzu                              | Nobuo Tobita        | Vincent Ribeiro                                          |
| Kōga jeune                        | Satsuki Yukino      | Coralie Coscas                                           |
| Haruto jeune                      | Kaoru Mizuhara      | Jennifer Fauveau                                         |
| Sōma jeune                        |                     | Jennifer Fauveau                                         |
| Eden jeune                        | Yuka Imai           | Jennifer Fauveau (1er voix) Sarah Marot (2e voix)        |
| Personnages de la deuxième saison |                     |                                                          |
| Subaru                            | Yū Mizushima        | Benjamin Bollen                                          |
| Pallas                            | Hiromi Tsuru        | Céline Melloul                                           |
| Ray                               | Minami Tsuda        | Marie Millet                                             |
| Phillip                           | Naomi Shindō        | Thomas Sagols                                            |
| Sélène                            | Mariko Honda        | Marie Millet                                             |
| Intégra (Gémeaux)                 | Yukana              | Joséphine Ropion                                         |
| Nachi                             | Bin Shimada         | Luc Boulad                                               |
| Ban                               | Tetsu Inada         | Constantin Pappas                                        |
| Shō                               | Shigeru Nakahara    | Luc Boulad                                               |
| Daichi                            | Daiki Nakamura      | Constantin Pappas                                        |
| Ushio                             | Hōchū Ōtsuka        | Éric Peter                                               |
| Erna                              | Ryoko Shiraishi     | Thomas Sagols                                            |
| Emma                              | Yukiyo Fujii        | Céline Melloul                                           |
| Kerry                             | Keiji Hirai         | Fabrice Fara                                             |
| Celeris                           | Yoshito Yasuhara    | Jacques Bouanich                                         |
| Kitalpha                          | Tokuyoshi Kawashima | Constantin Pappas                                        |
| Titan                             | Eiji Takemoto       | Antoine Nouel                                            |
| Tarvos                            | Sōta Arai           | Thierry Mercier                                          |
| Dioné                             | Hiroaki Miura       | Pascal Grull                                             |
| Loge                              | Jun'ichi Miyake     | Luc Boulad                                               |
| Ymir                              | Toshie Totsuka      | Marie Millet                                             |
| Méthone                           | Kōta Nemoto         | Thomas Sagols                                            |
| Halimède                          | Hiromu Miyazaki     | Thierry Buisson                                          |
| Hati                              | Hiroshi Okamoto     | Alexandre Gillet                                         |
| Rhéa                              | Motoki Tokogi       | Coralie Coscas                                           |
| Europe                            | Issei Futamata      | Vincent Ribeiro                                          |
| Thébé                             | Yūsuke Numata       | Antoine Nouel                                            |
| Hypérion                          | Takaya Kuroda       | Marc Bretonnière                                         |
| Gallia                            | Wakana Yamazaki     | Marie Millet                                             |
| Égéon                             | Hisao Egawa         | Éric Peter                                               |
| Ægir                              | Mitsuaki Madono     | Bruno Magne                                              |
| Cyllène                           | Atsushi Kisaichi    | Arthur Pestel                                            |
| Greip                             | Daisuke Matsubara   | Fabrice Fara                                             |
| Mirā                              | Yuji Ueda           | Stéphane Ronchewski                                      |
| Paradox (Janus)                   | Yukana              | Céline Melloul                                           |
| Surtur                            | Seirou Ogino        | Luc Boulad                                               |
| Tokisada (Deathwatch)             | Sho Hayami          | Olivier Destrez                                          |
| Saturne (divinité)                | Yū Mizushima        | Benjamin Bollen                                          |

- Version française
  - Société de doublage : Lylo Post Production[10] (saison 1) ; VSI Paris Chinkel[17] (saison 2)
  - Direction artistique : Antoine Nouel[10],[17] (saisons 1 et 2)
  - Adaptation des dialogues :
    - Didier Duclos, Emmanuel Pettini, Ivan Olariaga et Xavier Hussenet[10] (saison 1)
    - Didier Duclos[17] (saison 2)

Sources VF : Anime News Network, AnimeLand, et RS Doublage

## Produits dérivés

### Sorties DVD
Kana Home Video a fait l'acquisition des droits de la série pour les sorties en DVD. Le studio produit, édite et distribue les coffrets DVD collectors intégrale regroupant la version originale et la version française.
- Le premier, avec 10 épisodes (1 à 10), est sorti le 18 septembre 2013[23].
- Le deuxième, avec 10 épisodes (11 à 20), est sorti le 27 novembre 2013[24].
- Le troisième, avec 10 épisodes (21 à 30), est sorti le 26 février 2014[25] ;
- Le quatrième, avec 10 épisodes (31 à 40), est sorti le 9 avril 2014[26] ;
- Le cinquième, avec 11 épisodes (41 à 51), est sorti le 2 juillet 2014[27] ;
- Le sixième, avec 12 épisodes (52 à 63), est sorti le 16 septembre 2015[28] ;
- Le septième, avec 11 épisodes (64 à 74), est sorti le 16 septembre 2015[29] ;
- Le huitième, avec 12 épisodes (75 à 86), est sorti le 18 novembre 2015[30] ;
- Le neuvième, avec 11 épisodes (87 à 97), est sorti le 18 novembre 2015[31].

### Jeu vidéo
Un jeu vidéo de combat nommé Saint Seiya Omega Ultimate Cosmos, développé et édité par Namco Bandai Games, est sorti sur PlayStation Portable le 29 novembre 2012 uniquement au Japon.